# أدريان سليد
أدريان سليد هو سياسي بريطاني، ولد في 25 مايو 1936. نشط حزبياً في الديمقراطيون الليبراليون والحزب الليبرالي.